# Йоахім Тарновський
 Йоахім Тарновський гербу Леліва (пол. Joachim Tarnowski; бл. 1571 — бл. 1652) — польський шляхтич, військовик, урядник Королівства Польського. Представник роду Тарновських гербу Леліва, граф, ротмістр.

## Біографія
Батько — буський староста, коронний мечник, каштелян радомський, сандомирський, чехувський Станіслав Тарновський (пом. 1618), мати — дружина батька Зофія Осецька. Був у батька 4-м сином. Брав участь у волоських походах, взятті фортеці Білий Камінь.
Посади: воєвода парнавський, венденський (інфляндський), староста кшепіцький, жижморський.
У белзького каштеляна Анджея Фірлея, якому дістався «Обухівський ключ», та його дружини не було дітей, тому маєтність перейшов до Фірлеєвої сестри Анни — дружини графа Йоахіма Тарновського, доньки Варвари з роду Козинських. Діти:
- Теодор Кароль (пом. 1647) — староста клобуцький, кшепицький, жижморський,
- Теодора Кристина, зять — Казимир Леон Сапіга,
- Матрона, була похована в костелі св. Михаїла (Вільно).